# Brian Phelps
Brian Phelps (Reino Unido, 21 de abril de 1944) es un clavadista o saltador de trampolín británico especializado en plataforma de 10 metros, donde consiguió ser medallista de bronce olímpico en 1960.

## Carrera deportiva
En los Juegos Olímpicos de 1960 celebrados en Roma (Italia) ganó la medalla de bronce en los saltos desde la plataforma de 10 metros, con una puntuación de 157 puntos, tras los estadounidenses Robert Webster y Gary Tobian. En el Campeonato Europeo de Budapest de 1958 y en el de Leipzig de 1962 ganó el oro en la misma prueba.